# NGC 6755
NGC 6755 est un jeune amas ouvert situé dans la constellation de l'Aigle. Il a été découvert par l'astronome germano-britannique William Herschel en 1785.
La taille apparente de l'amas est de  15 minutes d'arc, ce qui, compte tenu de la distance égale à 1 785 ± 82 pc et grâce à un calcul simple, équivaut à une taille réelle de 25,4 ± 1,2 al années-lumière.
Selon la classification des amas ouverts de Robert Trumpler, cet amas renferme entre 50 et100 étoiles (lettre m) dont la concentration est faible (IV) et dont les magnitudes se répartissent sur un intervalle moyen (le chiffre 2),. Selon le site Lynga consacré aux amas ouverts, le nombre d'étoiles de l'amas est de 20. La classification donnée par le site Lynga est toutefois différente : II (concentration moyenne), 2 et r (plus de 100 étoiles).
Cet amas serait selon Tadross à une distance de 1 785 ± 82 pc. Simbad n'indique aucune valeur pour la distance, mais donne cinq valeurs de la vitesse dont la moyenne est 3 270 ± 31 km/s.

## Observation
Avec une magnitude visuelle de 7,5, on peut observer l'amas avec des jumelles dont l'ouverture est de 40 à 50 mm.

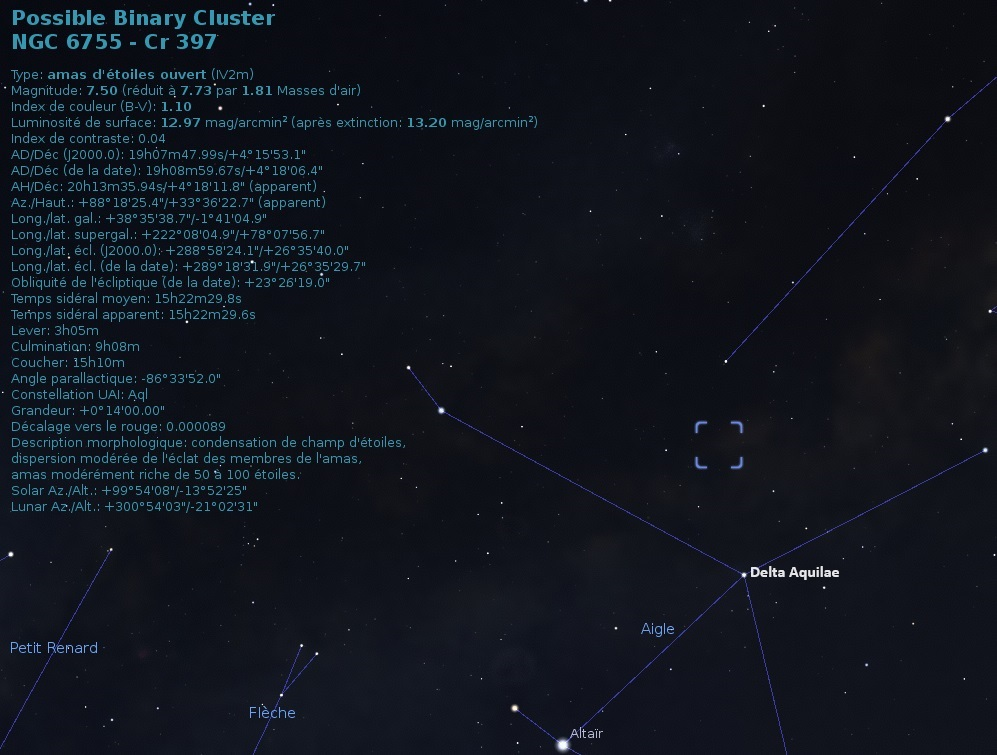
Localisation de NGC 6755 dans la constellation de Scorpion. (Stellarium)

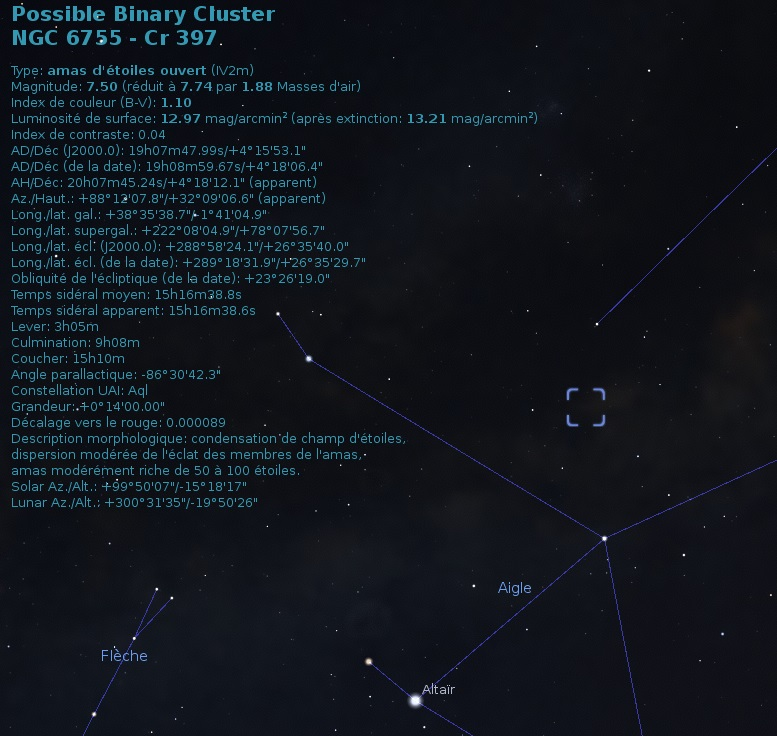
Position de NGC 6755 par rapport à deux étoiles.

NGC 6755 est situé à environ 4,6 degrés au sud-ouest de l'étoile Delta Aquilae. L'amas ouverts NGC 6756 est situé tout près sur la sphère céleste, toutefois sa distance est près du double de celle de NGC 6755. 

## Étoiles
Un total de 71 étoiles variables, dont 31 sont des binaires à éclipses, 7 des variables pulsantes et 28 qui sont probablement des géantes rouges éruptives.
NGC 6755 renferme au moins une étoile traînarde bleue.
Simbad montre aussi un bouton nommé Children. En cliquant sur ce bouton, on atteint une section de cette base de données qui renferme un tableau contenant 265 entrées pour NGC 6728. Cependant, des étoiles (les Children) peuvent apparaître plusieurs fois dans la deuxième colonne du tableau, d'où le nombre de liens bibliographiques qui est supérieure au nombre d'étoiles. La quatrième colonne de ce tableau indique la probabilité que l'étoile appartienne à l'amas. En cliquant sur le titre de cette colonne, on peut classer la probabilité par ordre croissant ou décroissant. En cliquant sur la désignation de l'étoile, on atteint la page de Simbad qui résume ses propriétés.